# Ixpuxtequi

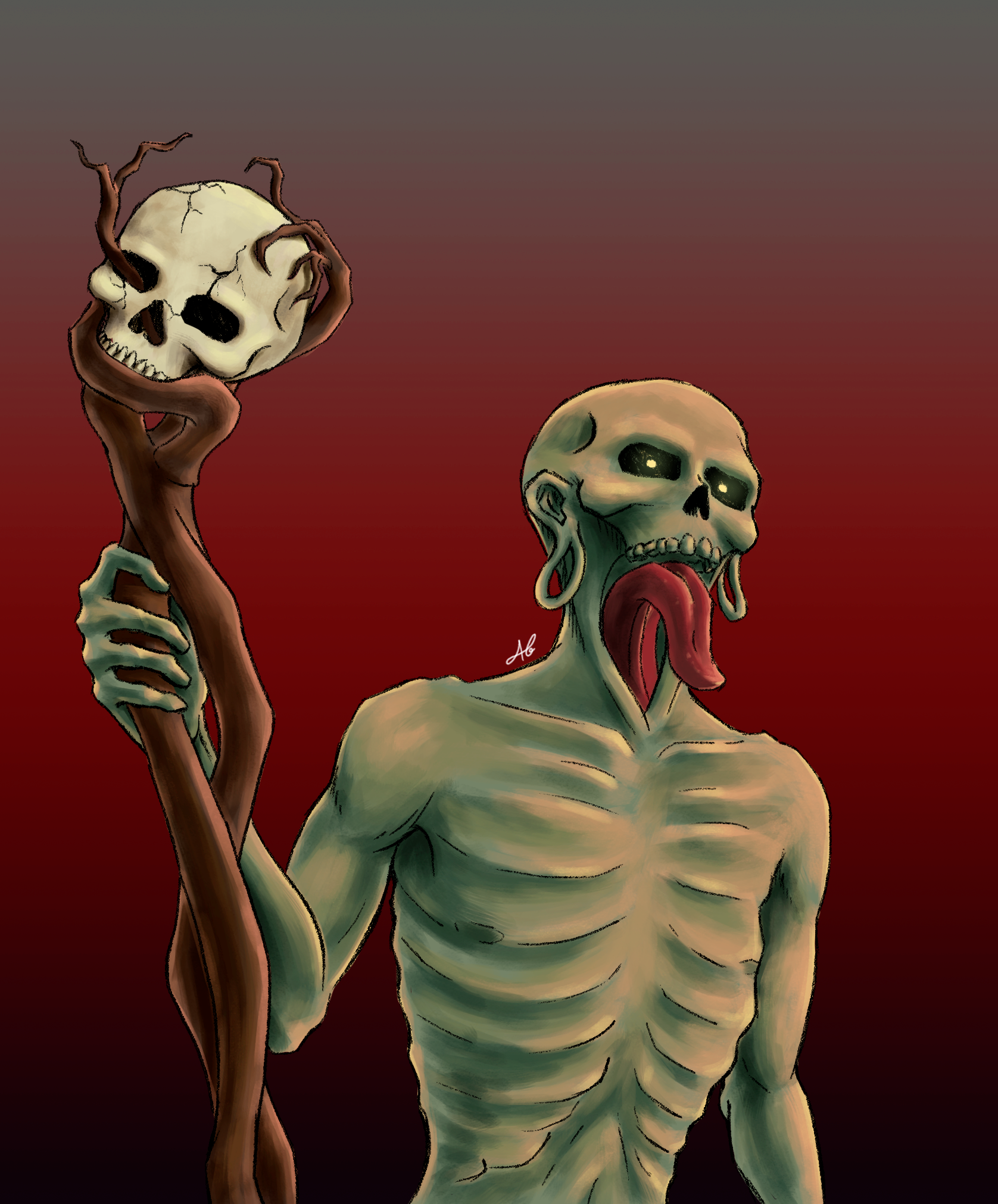
Reinterpretación de Ixpuxtequi, criatura de la mitología nahua

Ixpuxtequi es, en la mitología mexica, un monstruo terrible, de figura humanoide con piernas de águila y sin mandíbula inferior, de aspecto delgaducho, que se aparece a altas horas de la noche. Su nombre proviene del Náhuatl, Ixpoztecqui, que significa "cara rota" (Ixtli - cara; poztecqui - cosa rota, despedazada). Es una criatura perteneciente a la mitología Nahua. Según su representación en el Códice Vaticano, es de figura humanoide y alargada, sin mandíbula inferior y un par de patas de águila, además de contar con un bastón para caminar. Se aparecía a los viajeros en los caminos solitarios durante las noches.

## Historia
Podía encontrársele vagando por los caminos en medio de los bosques o por las calles, por lo general se aparecía a los viajeros solitarios durante las noches. Con su forma de andar, jorobada y con ayuda de un bastón, se confundía con una persona mayor. Iba cubierto con un zarape que le permitía esconder su rostro. Así era como llamaba a sus víctimas, pues confiando en su parentesco a los humanos, los viajeros se acercaban tanto como para no poder huir lo suficiéntemente rápido al percatarse de su cara deformada. Era en ese momento cuando Ixpuxtequi arrancaba el corazón de su víctima y lo devoraba. Por supuesto que no todos sus encuentros desenvocaban en aquel trágico final, pero tampoco de buena manera puesto que quien lo viera y sobreviviera, no era más que un signo de mal augurio, lo que le traería especialmente un destino lleno de mala suerte.
Considerado una de las deidades infernales debido a su relación con el infortunio y el destino, además de su conexión con Nexoxocho, otra de las deidades que habitaban el Mictlán. Incluso su relación con la muerte lo lleva a ser interpretado como el mismo Satanás o Ixicuau (uno de los diez nuevos jefes nombrados durante la peregrinación a Atzacualco).

## Características
Generalmente se describe como una criatura muy alta, delgada y antropomorfa. Como su nombre lo indica, tiene la cara rota, puesto que no cuenta con la mandíbula inferior, además de tiene dos grandes patas de águila como pies. Camina con una postura jorobada, como si de una persona muy vieja se tratase, ayudándose de un bastón igualmente alargado y cubierto con una túnica o zarape.

## Obras donde aparece
La mitología nahua es muy rica en criaturas e Ixpuxtequi como otras criaturas han aparecido como personajes dentro de la literarura y los videojuegos.

### Literatura
"Historias Ancestrales" de Alan Báez, Diana Castillo y Dafne Merit, editado por el Instituto Nacional de los Pueblos Indígenas, es un libro ilustrado y electrónico totalmente gratuito. En él se encuentran recopilados 9 cuentos basados en algunas de las leyendas más conocidas a lo largo de México, destacando sus raíces mayas, huicholes, tlaxcaltecas y nahuas.

### Videojuegos
Mictlan: An Ancient Mythical Tale es un juego en desarrollo inspirado en las culturas prehispánicas de Mesoamérica, en donde uno de sus personajes será Ixpuxtequi.